# Bago (Einheit)
Bago war ein Volumenmaß in Dalmatien.
- 1 Bago = 1/16 Stajo (di Ragusa) = 2,0212 Metzen (preuß.)[1] = 6,9431 Liter (errechn.)

Die Maßkette war
- 1 Stajo = 6 Cupelli = 16 Bagas = 5600,30 Pariser Kubikzoll = 111,0896 Liter[2]